# Wawrzyniec Czubak
Wawrzyniec Maciej Czubak – polski ekonomista, dr hab. nauk ekonomicznych, profesor uczelni Katedry Ekonomii i Polityki Gospodarczej w Agrobiznesie Wydziału Ekonomicznego Uniwersytetu Przyrodniczego w Poznaniu.

## Życiorys
W 1999 ukończył studia ekonomiczne w Akademii Rolniczej im. Augusta Cieszkowskiego w Poznaniu, 4 lipca 2003 obronił pracę doktorską Produkcja i przetwórstwo pierwotne rolniczych surowców roślinnych (analiza regionalna), 4 grudnia 2012 habilitował się na podstawie pracy zatytułowanej Rozwój rolnictwa w Polsce z wykorzystaniem wybranych mechanizmów Wspólnej Polityki Rolnej Unii Europejskiej.
Jest profesorem uczelni w Katedrze Ekonomii i Polityki Gospodarczej w Agrobiznesie na Wydziale Ekonomicznym Uniwersytetu Przyrodniczego w Poznaniu.